# Condado de Kilifi
El condado de Kilifi es un condado de Kenia. Se creó en 2010 al fusionarse los distritos de Kilifi y Malindi. Su capital es Kilifi, pero la localidad más poblada es Malindi. Tiene 1 109 735 habitantes y una extensión de 12 245.90 km². 
Se sitúa al norte de Mombasa. Son famosas las playas de Kikambala, Watamu, Malindi y Kilifi, así como las ruinas de Mnarani.